# Sindrom kronične utrujenosti
Sindrom kronične utrujenosti (tudi mialgični encefalomielitis) je kompleksno in dolgotrajno zdravstveno stanje, za katero sta med drugim značilni huda prolongirana utrujenost in kognitivna disfunkcija. Diagnosticiranje temelji na dogovorjenih kriterijih, ki zajemajo prisotnost različnih simptomov. Poglavitni simptomi, pomembni za postavitev diagnoze, so dolgo časa prisotno poslabšanje stanja ob običajni psihološki oziroma telesni dejavnosti, ki sicer pri zdravih ne povzroči večje utrujenosti, znatno zmanjšana sposobnost opravljanja nalog, ki so bile pred boleznijo rutinske, ter motnje spanca.:7  Prisotni so lahko številni drugi simptomi in znaki, ki lahko prizadenejo razne organske sisteme. Pogosto je prisotna kronična bolečina. Drugi možni simptomi so še, na primer, zmerno povišana telesna temperatura, bolečine v žrelu, povečane vratne ali pazdušne bezgavke, mišična oslabelost, bolečine v mišicah, migrirajoče artralgije (bolečine v sklepih), različne nevropsihološke težave. Včasih se prekriva z drugimi nepojasnjenimi somatskimi sindromi, npr. fibromialgijo.
Vzrok ni pojasnjen, obstajajo pa različni predlagani biološki, genetski, infekcijski, fizikalni in psihološki mehanizmi vpliva na biokemične procese v telesu, ki privedejo do sindroma kronične utrujenosti. Za potrditev diagnoze ni na voljo nobenega diagnostičnega testa in diagnoza temelji le na bolnikovi simptomatiki. 
Utrujenost, ki je značilna za sindrom kronične utrujenosti, ni posledica večjega napora in se znatno ne izboljša s počitkom, prav tako pa ni posledica kakšne druge, predhodne bolezni. Utrujenost je pogost simptom številnih bolezni, vendar pa je posebnost utrujenosti kot simptoma sindroma kronične utrujenosti nepojasnjenost nastanka ter prisotnost funkcionalne motnje.
Pri bolnikih lahko pride čez nekaj časa do izzvenitve simptomov ali izboljšanja stanja, pri nekaterih pa je huda in obremenjujoča simptomatika lahko tudi zelo vztrajna. Na voljo ni specifičnih zdravil ali drugih oblik zdravljenja; zdravljenje temelji na lajšanju simptomov.
Sindrom kronične utrujenosti ima okoli 1 % vseh bolnikov, ki so v oskrbi družinskih zdravnikov. Ocene o pojavnosti sindroma se zelo razlikujejo, saj različne epidemiološke študije različno opredeljujejo bolezen. V svetovnem merilu naj bi okoli 0,68–1 % prebivalstva v življenju zbolelo za sindromom kronične utrujenosti. Približno 1,5- do 2-krat pogosteje se pojavlja pri ženskah. Najpogosteje prizadene odrasle v starosti od 40 do 60 let, vendar se lahko pojavi kadarkoli v življenju, tudi v otroštvu.

## Znaki in simptomi
Ameriški Center za preprečevanje in obvladovanje bolezni (CDC) priporoča naslednje kriterije za postavitev diagnoze:
1. Znatno zmanjšana sposobnost za opravljanje dejavnosti, ki so pred boleznijo veljale za običajne. Zmanjšano sposobnost za dejavnosti spremlja utrujenost; stanje traja vsaj 6 mesecev.
2. Poslabšanje simptomov po telesni ali duševni dejavnosti, ki pred boleznijo ne bi povzročila težave. Bolnik težko predvidi, kakšna aktivnost bo poslabšala bolezen. Poslabšanje običajno sledi 12 do 48 ur po dejavnosti.[22] Takšno poslabšanje lahko traja več dni, tednov ali celo dlje, ter jo imenujemo tudi »poobremenitveno slabo počutje«.
3. Težave s spanjem; utrujenost ne mine kljub dolgemu spancu, bolniki lahko imajo težave z budnostjo ali pa ne morejo zaspati oziroma se zbujajo.

Poleg tega mora biti prisoten vsaj še eden od naslednjih simptomov:
- spoznavni upad (kognitivne motnje) – težave z razmišjanjem in spominom (včasih imenovane tudi »možganska megla«),
- občutek omotice, vrtoglavice, oslabelosti, omedlevice ali težave z vidom pri vstajanju (ortostatska intoleranca)

### Drugi pogosti simptomi
Pri nekaterih bolnikih s sindromom kronične utrujenosti se lahko pojavijo:
- bolečine v mišicah in/ali sklepih, brez otekanja ali pordelosti prizadetega predela; glavobol
- občutljive vratne in/ali pazdušne bezgavke
- boleče žrelo
- sindrom razdražljivega črevesa
- mrazenje in nočno potenje
- preobčutljivost na določena živila, vonje, kemikalije, svetlobo ali hrup
- občutek zmanjkovanja sape
- nereden srčni utrip

## Vzrok
Vzrok sindroma ni pojasnjen. Verjetno gre za preplet genskih, fizioloških in psiholoških dejavnikov.
Pogosto se začne nenadno, kot gripi podobna bolezen in tudi zato so predlagali razne povzročitelje okužb (mononukleoza, okužba s Chlamydophila pneumoniae, človeški herpesvirus 6, lymska bolezen) kot vzrok sindromu kronične utrujenosti, vendar za nobenega ni dovolj dokazov. Prisotno je lahko tudi vnetje v telesu. Pogosto sindrom kronične utrujenosti sledi virusni okužbi, kot sta mononukleoza ali virusni gastroenteritis.
Vloga psiholoških dejavnikov v nastanku bolezni ni jasna. Nekateri bolniki povsem zavračajo možnost psihološkega vzroka in pripisujejo bolezen povsem fizičnim vzrokom. CDC opredeljuje SKU kot telesno bolezen in tudi glede na razvrstitev bolezni Svetovne zdravstvene organizacije (ICD-11) je uvrščena med nevrološke bolezni.

### Dejavniki tveganja
Bolezen prizadene ljudi vseh ras, starosti in družbenih razredov. 
Pogosteje se pojavlja pri ženskah. Avtorji metaanalize iz leta 2020 ocenjujejo, da se sindrom kronične utrujenosti pojavlja pri ženskah 1,5- do 2-krat pogosteje. Vendar pa različne raziskave različno opredeljujejo bolezen in uporabljajo različne diagnostične metode, tako da so epidemiološke ocene bolezni nezanesljive. Ameriški CDC ocenjuje, da se bolezen pri ženskah pojavlja do štirikrat pogsteje kot pri moških. Nastopi lahko pri katerikoli starosti, vendar se najpogosteje pojavi pri odraslih med 40. in 60. letom starosti. Razširjenost bolezni med otroci in mladostniki je manjša kot pri odraslih. Podatki kažejo, da so krvni sorodniki bolnikov s SKU tudi sami bolj podvrženi bolezni, kar lahko pomeni, da imajo tudi genski dejavniki vpliv.
Med drugimi dejavniki tveganja so psihološki stres, travma v otroštvu, perfekcionistična osebnost, starost, nizka stopnja izobrazbe, predhodna duševna bolezen ter alergije. Na osnovi tega nekateri menijo, da so vzrok sindromu kronične utrujenosti stresni odzivi notranjih organov.

## Zdravljenje
Na voljo ni specifičnih odobrenih zdravil ali drugih oblik zdravljenja, so pa preskušali učinkovitost različnih zdravil in raziskave še vedno potekajo. Leta 2016 je ameriška Agencija za raziskave in kakovost v zdravstvu objavila, da obstaja veliko različnih načinov obvladovanja SKU, da pri številnih bolnikih uporabljajo večplastne pristope, vendar pa da nobeno zdravilo uradno ni odobreno za zdravljenje te bolezni. Se pa nekatera zdravila uporabljajo nenamensko. V poročilu so zaključili, da sta svetovanje in terapija s stopnjevano aktivnostjo pokazala določene učinke, vendar ni dovolj raziskav, da bi ju lahko priporočili za vse bolnike. Podatki tudi kažejo, da lahko terapija s stopnjevano aktivnostjo poslabša simptome pri nekaterih bolnikih. Zaradi možnosti škodljivih učinkov CDC terapije s stopnjevalno aktivnostjo več ne priporoča. Smernice CDC glede zdravljenja SKU pravijo, da zdravilo, ki bi pozdravilo bolezen, ne obstaja, obstaja pa več načinov blaženja simptomov, na primer za lajšanje težav s spanjem, bolečine, omotice in vrtoglavice ter težav s spominom in koncentracijo.